# Violación como arma de guerra
La violencia sexual en tiempos de guerra se refiere a las violaciones u otras formas de violencia sexual cometidas por soldados, otros combatientes o civiles durante los conflictos armados o las guerras, o durante una ocupación militar siendo utilizada a menudo como botín de guerra, pero a veces, particularmente en conflictos étnicos, el fenómeno tiene motivos sociológicos más amplios utilizándose en ocasiones como forma de "limpieza étnica". La violencia sexual en tiempos de guerra también puede incluir la violación en grupo y la violación con objetos. Se distingue del acoso sexual, las agresiones sexuales y las violaciones cometidas entre las propias tropas durante el servicio militar. También se refiere a las situaciones en las que las mujeres se ven obligadas a ejercer la prostitución o esclavitud sexual por una potencia ocupante, como en el caso de las esclavas sexuales japonesas durante la Segunda Guerra Mundial.
Durante la guerra y los conflictos armados, la violación se utiliza frecuentemente como medio de una guerra psicológica con el fin de humillar al enemigo y minar su moral. La violencia sexual en tiempos de guerra se practica con frecuencia de manera sistemática y exhaustiva. Puede producirse en una variedad de situaciones, incluidas la esclavitud sexual institucionalizada, las violaciones de guerra asociadas a batallas específicas o masacres y actos individuales o aislados.
A pesar de que la violencia sexual ha sido utilizada como arma de guerra durante siglos, apenas recientemente ha sido reconocida como un crimen contra la humanidad.
La primera mención explícita de la violación se remonta a la Cuarta Convención de Ginebra (1949), aunque no fue considerado un crimen de guerra grave. Los tribunales internacionales para la antigua Yugoslavia y Ruanda permitieron definir estos crímenes con mayor precisión en el Derecho Internacional. En 1998 en el Estatuto de Roma que define el papel de la Corte Penal Internacional se estableció una definición de los elementos que constituyen el crimen de violación y violencia sexual en tiempos de guerra o represión violenta. Esto incluye la prostitución forzada, el embarazo forzado o la esclavitud sexual.
En 2007 Naciones Unidas lanzó la Iniciativa contra la violencia Sexual en los Conflictos.
En junio de 2008, el Consejo de Seguridad de la ONU adoptó la Resolución 1820, que señalaba que "la violación y otras formas de violencia sexual pueden constituir crímenes de guerra, crímenes de lesa humanidad o un acto constitutivo con respecto al genocidio". Fue la primera resolución en la que se reconocía la violencia sexual como táctica de guerra, ya sea cuando se utiliza de forma sistemática para lograr fines militares o políticos o cuando se recurre a ella de manera oportunista por motivos culturales o escudándose en la impunidad. La resolución identifica la violencia sexual como amenaza para la paz y la seguridad internacionales que necesita una respuesta desde el punto de vista de la seguridad. Además, reconoce que esos actos "pueden agudizar las situaciones de conflicto armado y constituir un impedimento para el restablecimiento de la paz y la seguridad." También señala que la violación y otras formas de violencia sexual pueden constituir un crimen de guerra, un crimen contra la humanidad o un acto de genocidio.
En diciembre de 2010 se adoptó la resolución 1960 del Consejo de Seguridad, que proporciona un sistema de rendición de cuentas para acabar con la violencia sexual asociada a situaciones de conflicto. La resolución exige elaborar listas de agresores e informes anuales sobre sospechosos de cometer o ser responsables de actos de violencia sexual. Además, dispone la recogida estratégica, coordinada y oportuna de información y su presentación al Consejo de Seguridad sobre la violencia sexual asociada a situaciones de conflicto, e insta a los Estados a asumir compromisos con plazos concretos para abordar la cuestión.

## Violaciones de guerra y género
En 2005 la publicación Igualdad de género. La lucha por la justicia en un mundo global de UNRISD proporciona estadísticas que muestran la diferencia entre la Primera Guerra Mundial en la que el 80 o el 90 % de las bajas fueron militares y en los conflictos actuales en los que cerca del 90 % de las bajas corresponden a población civil, de la cual la mayoría son mujeres y menores. De manera específica la violencia sexual en tiempos de guerra durante el conflicto y desplazamiento afecta mayoritariamente a mujeres y niñas sin embargo también se practica la violación y la tortura sexual a los hombres, jóvenes y niños. Algunos autores consideran que la violencia sexual contra los hombres en tiempos de guerra ha sido subestimada y que en ocasiones se identifican como abusos o tortura de manera más genérica. Una encuesta del año 2010 de la Revista de la Asociación Médica estadounidense reveló que el 22 % de los hombres y el 30 % de las mujeres en el este del Congo había informado de violencia sexual asociada a la guerra. También se han documentado casos de violencia sexual en hombres y jóvenes en 2016-2017 en la guerra de Siria. Por otro lado debe considerarse la situación de gais, lesbianas y transexuales quienes reciben poca atención tanto en la identificación de la violencia de la son víctimas durante el conflicto como en los procesos de postconflicto. Los perpetradores de violencia sexual contra mujeres y niños "suelen incluir no sólo a los civiles enemigos y tropas aliadas, sino también a civiles nacionales, e incluso a los propios compañeros de armas."
Las víctimas de violaciones durante las guerras son por lo general "civiles", una categoría que se reconoce por primera vez en el siglo XIX. A pesar de que la violación de las mujeres durante las guerras está ampliamente documentada en la historia, las leyes que protegen a los civiles en los conflictos armados han tendido a no reconocer la violencia sexual contra las mujeres. Incluso cuando las leyes de la guerra han reconocido y prohibido la violencia sexual, pocos son los casos que se han presentado. Según el jurista internacional especialista en Derechos Humanos Kelly Dawn Askin, las leyes de guerra perpetúan la actitud de que las agresiones sexuales contra mujeres son delitos menos importantes y que no son dignas de acción penal contra ellas. Las violaciones de guerra, hasta hace poco, han sido un elemento oculto de las guerras que, según Human Rights Watch, está relacionado en gran medida con el carácter específico de las violaciones de guerra - el abuso cometido por hombres contra mujeres. Este carácter específico de género ha contribuido a que las violaciones de guerra se "presentan estrictamente como sexuales o de naturaleza personal, un retrato que despolitiza el abuso sexual en los conflictos y en los resultados en su ser de ser ignorados como un crimen de guerra."
"Al vencedor le pertenece el botín" ha sido un grito de guerra desde hace siglos, y las mujeres eran clasificadas como parte del botín de guerra. Por otra parte, la violación de guerra ha sido minimizada como un efecto secundario, pero inevitable, derivado de enviar hombres a la guerra. Además, la violación de guerra en el pasado ha sido considerada como recompensa tangible a los soldados (los cuales eran pagados de manera irregular), y como prueba de su masculinidad y éxitos. En referencia a la violación de guerra en tiempos pasados, Harold Washington argumenta que la guerra misma es imaginada como una violación, y que las ciudades atacadas son sus víctimas. Sostiene que la violación de guerra se produce en el contexto de los estereotipos sobre las mujeres y los hombres, que son parte de la creencia básica de que el poder pertenece a los hombres violentos, y que las mujeres son sus víctimas.
La violación de hombres por otros hombres también es común en las guerras. En un estudio realizado en 2009 por Lara Stemple constató que habían sido documentados en conflictos en todo el mundo que el 76 % de los hombres presos políticos en 1980 en El Salvador y el 80 % de los prisioneros de los campos de concentración en Sarajevo reportaron haber sido violados o torturados sexualmente. Stemple concluye que la "falta de atención a los abusos sexuales de los hombres durante el conflicto es particularmente preocupante, dado el amplio alcance del problema".
Mervyn Christian de la Escuela de Enfermeras Johns Hopkins se ha encontrado con que violaciones masculinas son comúnmente reportadas.

## Leyes internacionales
El enjuiciamiento de los violadores en los tribunales por crímenes de guerra es un fenómeno reciente. Por lo general, el Derecho internacional humanitario se refiere al maltrato de civiles y a "cualquier devastación no justificada por necesidad militar".
Las violaciones de guerra rara vez se han procesado como un crimen de guerra. Después de la Segunda Guerra Mundial, en los Tribunales de Núremberg, no se incriminaron a criminales de guerra nazis por violación, aunque los testigos declararon sobre las violaciones de guerra. El Tribunal de Crímenes de Guerra de Tokio condenó a los funcionarios japoneses por "no haber evitado la violación" en la Masacre de Nankín, conocida como "Las Violaciones de Nankín».
El juez Richard Goldstone, fiscal jefe del Tribunal Penal Internacional para la ex Yugoslavia, comentó que la violación «nunca ha sido la preocupación de la comunidad internacional».

### Costumbres de guerra
Algunos estudiosos sostienen que la falta de reconocimiento explícito de las violaciones de guerra aplicado en el derecho internacional aplicable, o derecho humanitario, no puede ser utilizado como defensa por los autores de las violaciones de guerra. Las leyes y costumbres de la guerra prohíben los delitos, tales como el «trato inhumano» o «atentados contra el pudor», agregando a esto los códigos nacionales militares y civiles (los códigos nacionales de la legislación nacional) que recogen la agresión sexual como un delito.

### Derechos humanitarios anteriores a la Segunda Guerra Mundial
Una de las primeras referencias a las "leyes de la guerra", o "costumbres de la guerra" fue hecha por Cicerón, quien instó a los soldados a observar las reglas de la guerra, y obedecer los reglamentos separando a "los hombres de las bestias". La conquista de las riquezas y los bienes de un enemigo era considerado como una razón legítima para la guerra en sí misma. Se incluyeron a las mujeres como "propiedad", ya que se consideraba que estaban bajo la propiedad legal de un hombre, ya fuera un padre, esposo, amo de esclavos, o tutor. En este contexto, la violación de una mujer era considerado un delito contra la propiedad, cometido contra el hombre que era dueño de la mujer.
Los antiguos griegos consideraban la violación de guerra de la mujer "una conducta socialmente aceptable y dentro de las reglas de la guerra", y los guerreros consideraban a las mujeres conquistadas como un "botín legítimo, útil como esposas, concubinas, empleadas como esclavas o como un trofeo en el campamento de batalla".
En la Edad Media, y hasta el siglo XIX, esta actitud y su práctica prevaleció, y la protección legal de las mujeres en tiempos de guerra, relacionada directamente con la protección jurídica de las mujeres, se les concedía en tiempos de paz. En la Europa medieval, las mujeres eran consideradas como un género inferior por la ley.
La Iglesia católica trató de impedir las violaciones durante las guerras feudales a través de la institución de la Paz y Tregua de Dios, que desalentaba a los soldados de atacar a las mujeres y la población civil en general, a través de la propagación de una versión cristianizada del ideal de la Caballería, en que el caballero protegía a los inocentes y no se involucraba en la anarquía.
La jurisprudencia militar islámica medieval, establecía severas sanciones para los rebeldes que usaban "ataques sigilosos" y "propagación del terrorismo". En esta categoría, los juristas musulmanes incluyeron los secuestros, el envenenamiento de los pozos de agua, incendios, atentados contra los caminantes y viajeros, las agresiones al amparo de la noche, y la violación. El castigo de esos delitos era grave, incluso la muerte, independientemente de las convicciones políticas y religiosas del autor.

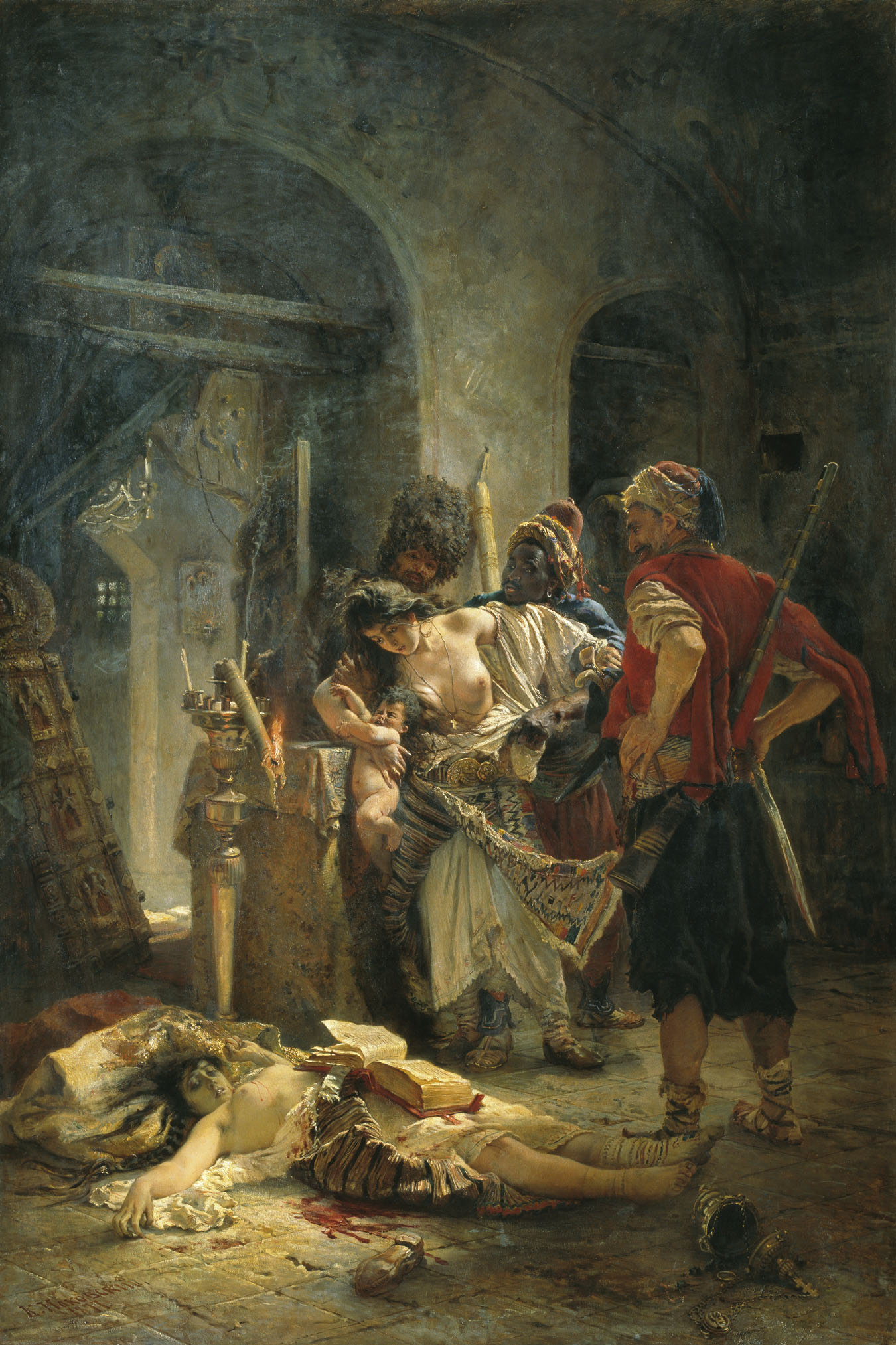
The Bulgarian Martyresses de Konstantin Makovsky (1877). Atrocidades de los Basi-bozuk en Bulgaria durante la Guerra ruso-turca (1877-1878).

En 1159, Juan de Salisbury escribió Polycráticus en un intento de regular la conducta "justificable" de los ejércitos que participaban en las guerras. Salisbury creía que los actos de robo y "rapiña" (delitos contra la propiedad), deberían recibir el castigo más severo, pero también cree que obedecer órdenes de un superior, ya fuera legal o ilegal, moral o inmoral, era el deber último de los soldados.
En los siglos XV y XVI, a pesar de las consideraciones y sistematización de las leyes de la guerra, las mujeres seguían siendo objetos disponibles para el hombre conquistador. El influyente escritor Francisco de Vitoria mostró un surgimiento gradual de la noción de que la gloria o la conquista no eran necesariamente razones aceptables para iniciar una guerra. El jurista Alberico Gentili insistió en que todas las mujeres, incluidas las mujeres combatientes, deberían ser libradas de la agresión sexual en tiempo de guerra. Sin embargo, en la práctica, seguía siendo común la violación de guerra.
Se ha sugerido que una de las razones de la prevalencia de la violación de guerra fue que, en ese momento, los círculos militares apoyaron la idea de que todas las personas, incluyendo mujeres y niños desarmados, formaban parte del enemigo, y como beligerantes la conquista de derechos sobre ellos.
Desde el Renacimiento, las leyes de la guerra, incluso consideraban las violaciones de guerra como un indicador del éxito de un hombre en el campo de batalla y "oportunidades a la violación y el botín se encuentran entre las pocas ventajas abiertas a... Los soldados, que fueron pagados con gran irregularidad por parte de sus líderes... el triunfo sobre las mujeres mediante la violación se convirtió en una forma de medir la victoria, forma parte de la prueba de la masculinidad y el éxito de un soldado, una recompensa tangible por los servicios prestados... una recompensa real de la guerra ".
Durante este período de la historia, las violaciones de guerra se llevaron a cabo no necesariamente como un esfuerzo consciente de la guerra para aterrorizar al enemigo, sino más bien como una compensación ganada en el triunfo de una guerra. Hay poca evidencia para sugerir que los subordinados superiores dieran regularmente la orden de cometer actos de violación.
A lo largo de este período de la historia de la guerra llegó a ser más regulada, específica y reglamentada. La primera acusación formal de violaciones por crímenes de guerra no tuvo lugar hasta la Edad Media.
Hugo Grocio, considerado el padre de la ley de las naciones y el primero en llevar a cabo un trabajo exhaustivo sobre la sistematización de las leyes internacionales de la guerra, llegó a la conclusión de que la violación "no debe quedar impune en la guerra más que en la paz". Emmerich de Vattel van surgió como una figura influyente cuando se declaró a favor de la inmunidad de los civiles contra los estragos de la guerra, considerando a hombres y mujeres y civiles como no combatientes.
A finales del siglo XVIII y principios del siglo XIX, los tratados y los códigos de guerra comenzaron a incluir vagas disposiciones para la protección de las mujeres: El Tratado de Amistad y Comercio (1785) específica que en caso de guerra "las mujeres y los niños... no pueden ser molestados en sus personas ". El artículo 20 de la Orden N º 20 (1847), un suplemento de las Normas de Estados Unidos y de los artículos de guerra, señala los siguientes; "asesinato, homicidio, violación maliciosa punzante o la mutilación," como severamente castigables. La Declaración de Bruselas (1874) afirma que la "honra y los derechos de la familia.... deben ser respetados".
A lo largo del siglo XIX el tratamiento de los soldados, prisioneros, heridos y civiles había mejorado y el núcleo de las leyes de la guerra empezaron a cambiar. Sin embargo, mientras se extendía el mandato de un trato más humano de las costumbres de la guerra a soldados y civiles, nuevas armas y tecnología avanzada incrementaban la destrucción modificando los métodos de guerra.
El Código Lieber (1863) fue la primera codificación de las leyes internacionales consuetudinarias de la guerra de la tierra y un paso importante hacia las leyes humanitarias. El Código Lieber hace hincapié en la protección de los civiles y establece que "toda violación... (es) prohibida bajo pena de muerte", que fue la primera prohibición de la violación en el derecho humanitario consuetudinario.
Después de la Segunda Guerra Mundial, la Comisión de Crímenes de Guerra, creada en 1919 para examinar las atrocidades cometidas por Alemania y otras potencias centrales durante la Primera Guerra Mundial, encontró pruebas claras de la violencia sexual y, posteriormente, se incluirá la violación y la prostitución forzada entre las violaciones de las leyes y costumbres de la guerra. Los esfuerzos para procesarlos resultaron fallidos.

### Los Tribunales de Núremberg y Tokio
Después de la Segunda Guerra Mundial, los Tribunales de Núremberg y Tokio se convirtieron en los primeros tribunales penales internacionales de importancia real. Las potencias vencedoras las establecieron en 1945 y 1946, respectivamente, para enjuiciar a los criminales de guerra más importantes de los países europeos del Eje (de hecho, solo los alemanes) y de Japón por "crímenes contra la paz", los crímenes de guerra, y crímenes contra la humanidad La posibilidad de procesar la violencia sexual como crimen de guerra estuvo presente, debido a que la violación en la guerra está recogida como una violación grave de las leyes de la guerra en el Código Lieber y en las Convenio de La Haya con la afirmación de que "el honor familiar y los derechos... deben ser respetados".
Además, no había evidencia de que los anteriores crímenes de guerra se hubiesen procesado por delitos sexuales, por lo tanto, la violación de guerra podría haber sido procesada bajo el derecho consuetudinario y / por los (Tribunales Militares Internacionales)IMT bao el Artículo de la Carta 6 (b): "el secuestro de la población civil para la esclavitud... y para otros fines" y "el rapto injustificado por necesidad militar". Del mismo modo, habría sido posible perseguir la violación en la guerra como crimen contra la humanidad en virtud del artículo 6 (c) de la Carta de Núremberg: "otros actos inhumanos" y "esclavitud". Sin embargo, a pesar de la evidencia de la violencia sexual en Europa durante la Segunda Guerra Mundial la falta de voluntad dirigida a la violación y la violencia sexual no fueron procesadas en los Juicios de Núremberg.
El Tribunal de Crímenes de Guerra en Tokio procesó casos de violencia sexual y la violación de guerra como crímenes de guerra bajo las frases de "trato inhumano", "malos tratos" y "falta de respeto del derecho y honor de la familia". De acuerdo con la Fiscalía más de 20 000 mujeres y niñas fueron violadas durante las primeras semanas de la ocupación japonesa de la ciudad china de Nankín. El Tribunal de Crímenes de Guerra de Tokio incluye las cuentas de los crímenes de violencia sexual en los testimonios de cargo, así como los registros públicos.
A nivel nacional, un comandante del Ejército del Área 14, el general Yamashita, fue condenado, entre otras cosas, por "la violación a sus órdenes."
Alrededor de 35 occidentales holandesas (mujeres de confort) llevaron con éxito su caso ante el Tribunal Militar de Batavia en 1948.

### Convenios de Ginebra
Desde 1949 el artículo 27 de la Cuarta Convención de Ginebra prohíbe explícitamente la violación y la prostitución forzada durante la guerra. Estas prohibiciones se vieron reforzadas por los Protocolos de 1977 adicionales a los Convenios de Ginebra de 1949.

### Genocidio
En 1998, el Tribunal Penal Internacional para Ruanda establecido por las Naciones Unidas tomó decisiones históricas para la definición de violación como un crimen de genocidio bajo el derecho internacional. El juicio de Jean-Paul Akayesu, el alcalde de la comuna de Taba, en Ruanda, estableció precedentes de que la violación es un elemento del delito de genocidio. La Sala de Primera Instancia sostuvo que "la agresión sexual forma parte integrante del proceso de destrucción de los tutsi, el grupo étnico en que la violación es sistemática y se ha perpetrado sólo contra las mujeres tutsis, en la que se manifiesta la intención específica necesaria para los actos que constituyen genocidio ".
El juez Navanethem Pillay dijo en un comunicado tras el veredicto: "Desde tiempos inmemoriales, la violación ha sido considerada como botín de guerra. Ahora va a ser considerada como un crimen de guerra. Queremos enviar un fuerte mensaje de que la violación ya no es un trofeo de guerra.”
Se estima que 500 000 mujeres fueron violadas durante el genocidio de Ruanda de 1994.
El profesor Paul Walters en su informe de abril de 2005 en la declaración de apoyo de su doctorado de la ley honorario en la Universidad de Rhodes escribió:

Bajo la presidencia del Tribunal Penal Internacional para Ruanda, el organismo dictó sentencia contra el alcalde de la comuna de Taba, que lo declaró culpable de genocidio por el uso de la violación en "la destrucción del espíritu, de la voluntad de vivir, y de la vida misma."
La sentencia Akayesu incluye la primera interpretación y aplicación por un tribunal internacional de la Convención para la Prevención y la Sanción del Delito de Genocidio del año 1948. La Sala de Primera Instancia consideró que la violación (que se define como "una invasión física de naturaleza sexual cometida contra una persona bajo circunstancias coercitivas") y la agresión sexual son actos de genocidio en la medida en que se cometieron con la intención de destruir, total o en parte, un grupo de la población, como tal. Se fundó en que la agresión sexual forma parte integrante del proceso de destrucción de la etnia tutsi y que la violación es sistemática y se ha perpetrado solo contra las mujeres tutsis, en la que se manifiesta la intención específica necesaria para los actos que constituyen genocidio.
En septiembre del año 1999 las Naciones Unidas publicó un "Informe del Tribunal Penal Internacional para el Enjuiciamiento de los Presuntos Responsables de Genocidio y Otras Violaciones Graves del Derecho Internacional Humanitario Cometidas en el Territorio de Ruanda y de los Ciudadanos de Ruanda Responsables de Genocidio y Otras Violaciones de esa Naturaleza Cometidas en el Territorio de Estados Vecinos Entre el 1 de enero y el 31 de diciembre del Año 1994. El informe señala que el 2 de septiembre de 1998, la Sala I del Tribunal Penal Internacional para Ruanda, integrada por los Magistrados Laity Kama, Presidente, Lennart Aspegren y Navanethem Pillay, encuentra a Jean-Paul Akayesu culpable de nueve de los 15 cargos proferidos en su contra, incluido el genocidio, la instigación directa y pública a cometer genocidio y crímenes de lesa humanidad, asesinato, tortura, violación y otros actos inhumanos). El Tribunal emcontró a Jean-Paul Akayesu como no culpable de los seis cargos restantes, incluyendo el cargo de complicidad en el genocidio y los cargos relacionados con violaciones del artículo 3 común a las Convenciones de Ginebra y de su Protocolo Adicional II.
El 2 de octubre de 1998, Jean-Paul Akayesu fue condenado a cadena perpetua por cada uno de los nueve cargos, sentencias que se ejecutan simultáneamente. Tanto Jean-Paul Akayesu como el fiscal han apelado contra la sentencia dictada por la Sala de Primera Instancia.

### Crímenes contra la humanidad y crímenes de guerra
El Estatuto de Roma en un Memorándum Explicativo, que define la jurisdicción de la Corte Penal Internacional, reconoce la violación, esclavitud sexual, la prostitución forzada, el embarazo forzoso, la esterilización forzada, "o cualquier otra forma de violencia sexual de gravedad comparable" como crímenes contra la humanidad si la acción es parte de una práctica generalizada o sistemática.
La violación es reconocida por primera vez como crimen contra la humanidad cuando el Tribunal Penal Internacional para la ex Yugoslavia emitió órdenes de arresto sobre la base de los Convenios de Ginebra y violaciones de las leyes o costumbres de la guerra. En concreto, se reconoció que las mujeres musulmanas en Foca y (sureste de Bosnia y Herzegovina) fueron sometidas a violación en grupo sistemática y generalizada, la tortura y esclavitud sexual por soldados, policías y miembros de grupos paramilitares serbios de Bosnia después de la toma de la ciudad en abril de 1992.
La acusación fue de significación jurídica importante y era la primera vez que las agresiones sexuales fueron investigadas por los efectos del enjuiciamiento bajo la rúbrica de tortura y esclavitud como un crimen contra la humanidad. La acusación fue confirmada por una sentencia del año 2001 por el Tribunal Penal Internacional para la ex Yugoslavia de que la violación y la esclavitud sexual son crímenes contra la humanidad. Esta decisión desafió la aceptación generalizada de la violación y la esclavitud sexual de las mujeres como parte intrínseca de la guerra.
El Tribunal Penal Internacional para la ex Yugoslavia encontró a tres hombres serbios de Bosnia culpables de la violación de mujeres y niñas bosnias (musulmanas de Bosnia, algunas de tan solo 12 a 15 años de edad), en Foca, en el este de Bosnia-Herzegovina. Además dos de los hombres fueron declarados culpables del delito de lesa humanidad por esclavitud sexual para la posesión de las mujeres y las niñas en cautiverio de facto en varios centros de detención. Muchas de las mujeres posteriormente desaparecieron.

## Definición de violación
Algunos comentaristas usan los términos "violación" y "agresión sexual" de manera intercambiable. No existe una definición universalmente aceptada para "la violación de guerra"
La nota explicativa del Estatuto de Roma, unida a la Corte Penal Internacional, define la "violación" de la siguiente manera:
"El autor que haya invadido el cuerpo de una persona mediante una conducta que haya ocasionado la penetración, por insignificante que fuera, de cualquier parte del cuerpo de la víctima o del autor con un órgano sexual o del orificio anal o vaginal de la víctima con un objeto o de cualquier otra parte del cuerpo." y "La invasión que se haya cometido por la fuerza o mediante la amenaza de la fuerza o la coacción, como la causada por el temor a la violencia, la intimidación, la detención, la opresión psicológica o el abuso de poder, en contra de dicha persona o de otras personas, o aprovechando un entorno de coacción, o la invasión se haya realizado contra una persona incapaz de dar su libre consentimiento."
El concepto de "invasión" se pretende que sea lo suficientemente amplia como para ser neutrales al género y la definición se entiende que incluye situaciones en las que la víctima puede ser incapaz de dar su libre consentimiento si sufre una incapacidad natural, inducida o relacionadas con la edad.

## Efectos
La violación de guerra tiene un impacto severo en las víctimas y puede ser sistemático en la naturaleza o un acto aislado de violencia sexual.
Un estudio reciente muestra el daño físico a las víctimas de violaciones durante la guerra, como lesiones traumáticas, enfermedades de transmisión sexual y embarazos. Debido a que las violaciones de guerra se llevan a cabo en zonas de conflicto, el acceso a los anticonceptivos de emergencia y antibióticos, y / o el aborto son muy limitadas. Los daños psicológicos a corto plazo a las víctimas incluyen sentimientos de miedo, impotencia y desesperación. A largo plazo los daños psicológicos pueden incluir la depresión, trastornos de ansiedad (incluyendo trastorno por estrés postraumático (TSP)), múltiples síntomas somáticos, flashbacks, la dificultad para el restablecimiento de las relaciones íntimas, la vergüenza y temores persistentes.
La violación de guerra puede incluir la violación en grupo y la violación con objetos, como palos y cañones de los fusiles. Las mujeres víctimas pueden sufrir de incontinencia y fístula vaginal como resultado de estos casos de violencia, en particular de la violación brutal.
(La fístula vaginal es una condición médica general, como resultado de la mala atención en el parto e involucra a las paredes entre la vagina, la vejiga y el ano o la escisión del recto, dando como resultado un dolor debilitante e incontinencia.)
Las mujeres víctimas de violaciones durante la guerra pueden ser estigmatizadas y excluidas de sus familias o comunidades, como resultado de la violación de guerra, sobre todo en sociedades donde se valora la virginidad femenina prematrimonial y el marido de una víctima de violación se considera avergonzado.

### Simbolismo
Gayatri Spivak caracteriza "la violación perpetrada por el grupo de los vencedores" como "una celebración metonímica de la adquisición territorial".

### Estrategia militar
Amnistía Internacional ha desafiado a la opinión de que considera que el abuso y la violación sexual como un subproducto de la guerra. Según Amnistía Internacional la violación se utiliza ahora como estrategia militar deliberada en lugar de la violación y el saqueo oportunista de los siglos anteriores.
Desde finales del siglo XX la violación como estrategia de la guerra militar se habría utilizado con el propósito de conquistar el territorio mediante la expulsión de la población de los mismos, diezmando al resto de la población civil destruyendo sus vínculos de filiación, por la propagación del sida, y la eliminación de sus tradiciones culturales y religiosas. La violación de guerra puede ser descrita como un "arma de guerra" o "un medio de combate" en los medios de comunicación.
Referencias específicas a la violación son las recientes guerras en la República Democrática del Congo y otros países africanos entre cuyos objetivos como estrategia militar se encuentra la violación de guerra buscando los efectos siguientes: aumento de la moral militar, disminuir la moral militar del enemigo, ofender al enemigo y saquear el máximo de las pertenencias de un enemigo (incluyendo mujeres y niños).
Al comentar sobre el uso de la violación en las guerras, Gita Sahgal dijo en 2004 que es un error pensar que esos ataques son principalmente acerca de un "botín de guerra" o la gratificación sexual, añadiendo que la violación se utiliza a menudo en los conflictos étnicos como una forma de los atacantes para perpetuar el control social y redibujar las fronteras étnicas. "Las mujeres son vistas como reproductoras y las cuidadoras de la comunidad", comentó.

## Historia

### Antigüedad

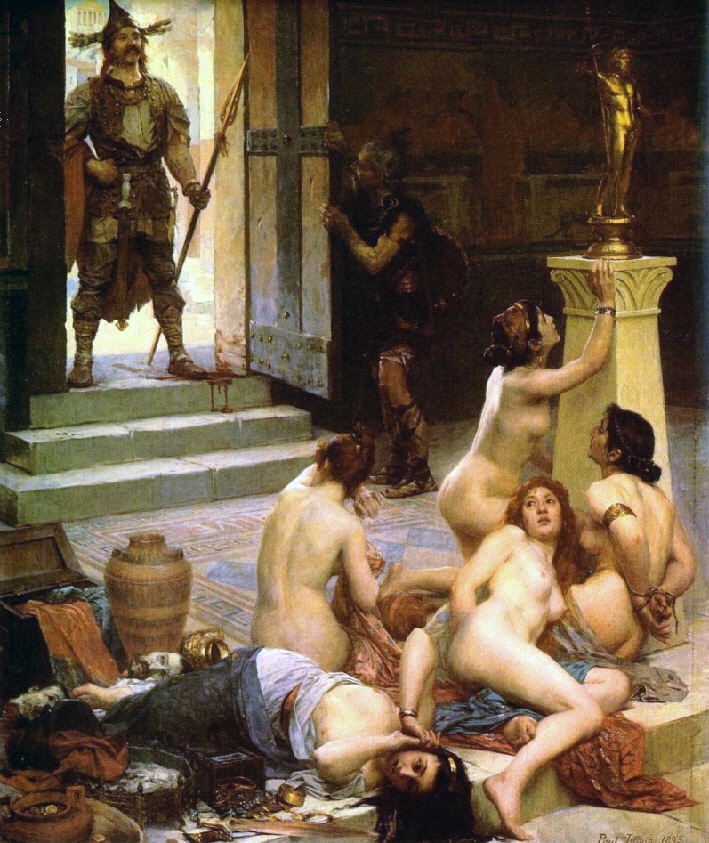
"Breno Breno Y Su Parte del Botín", de Paul Jamin, 1893.

La violación ha acompañado a la guerra en prácticamente todas las épocas históricas conocidas.
En la griega y romana, los ejércitos, presuntamente, se involucraban en la violación de guerra, lo cual está documentado por antiguos autores, tales como Homero, Heródoto y Tito Livio. Las fuentes antiguas citan a cabo múltiples actitudes, a menudo contradictorias, sobre la violencia sexual en la guerra.
La violación en el curso de la guerra se menciona varias veces en la Biblia: "Porque yo reuniré a todas las naciones para combatir contra Jerusalén; y la ciudad será tomada, y serán saqueadas las casas, y violadas las mujeres; y la mitad de la ciudad irá en cautiverio, mas el resto del pueblo no será cortado de la ciudad..." Zacarías 14:02. "Sus niños serán estrellados delante de ellos; sus casas serán saqueadas, y violadas sus mujeres."Isaías 13:16
En el Oriente Próximo y Medio, los ejércitos victoriosos, a menudo, han mantenido relaciones homosexuales forzadas con los perdedores.
Los oficiales militares romanos utilizaban a menudo a los jóvenes de los pueblos vencidos para el coito homosexual. Tácito, un historiador romano, señaló que esto ocurrió durante la rebelión de los bátavos.

### Edad Media
Los vikingos, escandinavos que asaltaron y colonizaron amplias zonas de Europa desde últimos del siglo VIII hasta el principio del siglo XI, adquirieron una amplia reputación de "violación y pillaje". Asentamientos vikingos en Gran Bretaña e Irlanda se cree que fueron establecidos principalmente por varones, con un papel menor para las mujeres vikingas. Las mujeres de las islas británicas se mencionan en los textos antiguos sobre la fundación de Islandia, que indican que los exploradores vikingos habrían adquirido esposas y concubinas de Gran Bretaña e Irlanda.
Algunos historiadores disputan la imagen de los vikingos como "violadores y saqueadores", con el argumento de que la exageración y la distorsión en los textos medievales se creó más tarde para dar una imagen de los hombres del norte como traicioneros y brutales.
La jurisprudencia militar islámica medieval, establecía severas sanciones para aquellos que cometieran violaciones. Los castigos por esos delitos eran graves, incluso la muerte, independientemente de las convicciones políticas y religiosas del autor.
La esclavitud de la mujer también fue común en el comercio árabe de esclavos durante la Edad Media, donde los prisioneros de guerra capturados en la batalla en tierras no árabes a menudo terminaban como esclavos y concubinas (que se consideran libres cuando su dueño fallecía) en el mundo árabe.
La mayoría de estos esclavos provenían de lugares como el África negra (sobre todo de Zanj), el Cáucaso (principalmente circasianos),
Asia Central (principalmente tártaros), y Europa Central y Oriental (principalmente Saqaliba).
El historiador Robert Davis afirma que los piratas berberiscos también capturaron 1,25 millones de esclavos de Europa Occidental y América del Norte entre los siglos XVI y XIX.
Los mongoles, que establecieron el Imperio Mongol en la mayor parte de Eurasia en los siglos XIII y XIV, causaron gran destrucción durante sus invasiones. En los documentos escritos durante o después del reinado de Gengis Kan, es decir después de la conquista, los soldados mongoles se muestran dándose al pillaje, saqueo y violación. Algunas tropas que enviaron fueron incorporadas en el sistema de los mongoles, con el fin de ampliar su fuerza de trabajo. Estas técnicas se utilizaban a veces para sembrar el terror y como advertencia a los demás.

### Era colonial europea
En tiempos de guerra y de conquista el vencedor impone sus condiciones al vencido. Cuando una zona está ocupada militarmente no puede hablarse de autonomía sexual de las mujeres del territorio ocupado dado que las circunstancias coercitivas de la situación de ocupación militar son suficientemente intimidatorias como para definir cualquier acto sexual con los rendidos como una agresión sexual no consentida.
En África del Sudoeste Alemana, en el Genocidio herero y namaqua, los soldados alemanes participaron con regularidad en violaciones en grupo antes de matar a las mujeres herero o abandonarlas en el desierto para que murieran; un grupo de mujeres de la tribu del pueblo Herero también se vieron obligadas a ejercer la prostitución.
En la América Colonial la mujer fue botín de guerra.
Durante los primeros años de la conquista de América, los Conquistadores españoles generaron, con las mujeres nativas de cada zona, a través del rapto, la violación y el amancebamiento, una población mestiza que pobló el nuevo continente.
Los varones blancos se mestizaron con las mujeres indias, mestizas, negras y mulatas en uniones casuales y extemporáneas, generalmente en relaciones de amo-esclava o amo-sirvienta, en vínculos desiguales de poder en el que la voluntad de la mujer no tenía la menor importancia.
Escribía Michel de Cúneo, uno de los hombres de Colón:

Mientras estaba en la barca, hice cautiva a una hermosísima mujer caribe, que el susodicho Almirante me regaló, y después que la hube llevado a mi camarote, y estando ella desnuda según es su costumbre, sentí deseos de holgar con ella. Quise cumplir mi deseo pero ella no lo consintió y me dio tal trato con sus uñas que hubiera preferido no haber empezado nunca. Pero al ver esto (y para contártelo todo hasta el final), tomé una cuerda y le di de azotes, después de los cuales echó grandes gritos, tales que no hubieras podido creer tus oídos. Finalmente llegamos a estar tan de acuerdo que puedo decirte que parecía haber sido criada en una escuela de rameras.

El clérigo Martín González, escribía en 1566:

Querer contar e anumerar las indias que al presente cada uno tiene, es imposible, pero paréceme que hay cristianos que tienen a ochenta e a cien indias, entre las cuales no puede ser sin que haya madres y hijas, hermanas e primas; lo cual, al parecer, es visto que ha de ser de gran conciencia.

#### Rebelión en la India
Con los inicios de los medios de comunicación en el siglo XIX, la violación de guerra fue utilizada ocasionalmente como propaganda por la Europa colonialista, con el fin de justificar la colonización de los lugares que habían conquistado
El más notable ejemplo de ello fue tal vez durante la rebelión india de 1857, conocida como la "Primera Guerra de la Independencia de la India" por los indios y como el "motín de los Cipayos" por los británicos, en la India los cipayos se rebelaron contra los británicos de la Compañía Británica de las Indias Orientales de la regla de la Compañía Raj. Mientras que los casos de violación cometidos por los indios rebeldes contra las mujeres y las niñas inglesas fueron generalmente poco frecuentes durante la rebelión, estos fueron exagerados con gran eficacia por los medios de comunicación británicos con el fin de justificar la continuación del colonialismo británico en el subcontinente indio.
En ese momento, los periódicos británicos habían impreso varios relatos de los testigos al parecer de las mujeres y niñas inglesas violadas por los indios rebeldes, pero con poca evidencia física para apoyar esos testimonios. Más tarde se descubrió que la mayoría de esos relatos eran falsas historias creadas con el fin de pintar los pueblos nativos de la India como salvajes que necesitaban ser civilizados por los colonialistas británicos, una misión a veces conocida como "La carga del hombre blanco". Un relato, publicado por The Times, en relación con un incidente en el que 48 chicas inglesas tan jóvenes como de 10 a 14 años que habían sido violadas por los rebeldes de la India en Nueva Delhi, fue criticado como una historia de falsa propaganda por Karl Marx, quien señaló que la historia fue escrita por un clérigo en Bangalore, lejos de los acontecimientos de la rebelión.

#### Levantamiento de los bóxers
Durante el Levantamiento de los Bóxers, los boxers chinos regularmente asesinaban y mutilaban a los extranjeros, entre ellos mujeres y niños, pero no violaban a los mismos.
La intervención de las fuerzas occidentales de la Alianza de las Ocho Naciones encendieron los asesinatos, saqueos, violaciones y la masacre contra los civiles chinos. Todas las tropas extranjeras, incluyendo los estadounidenses, británicos y japoneses, violaron a las mujeres.
Se informó que las tropas japonesas fueron sorprendidas por las tropas occidentales participando en las violaciones.
Miles de mujeres fueron violadas por las fuerzas occidentales en una escala masiva.
Los oficiales japoneses habían traído prostitutas japonesas para frenar a sus tropas en la violación de civiles chinos. Un periodista occidental, George Lynch, dijo que "hay cosas que no debo escribir, y que no pueden ser impresos en Inglaterra, lo que parece mostrar que esta civilización occidental nuestra no es más que un barniz sobre la barbarie."
Todas las nacionalidades participaron en los saqueos. El complotamiento de rusos y franceses fue especialmente terrible. Las mujeres y niñas chinas se suicidaban para evitar ser violadas. El comandante francés desestimó las violaciones, que atribuyó a la "gallardía del soldado francés".
Las tropas estadounidenses también participaron en el saqueo de tiendas.

### Primera Guerra Mundial
Violaciones alegadas fueron cometidas durante el avance del Imperio Alemán a través de Bélgica. Durante la ocupación aliada posterior a la guerra se alegaron violaciones generalizadas en territorio alemán.

### Segunda Guerra Mundial
La presencia, a veces generalizada y sistemática de la violación de guerra por soldados y civiles de mujeres, ha sido documentada.
Durante la Segunda Guerra Mundial, y en sus consecuencias inmediatas, la violación de guerra se produjo en una serie de situaciones, que iban desde la esclavitud sexual institucionalizada hasta las violaciones de guerra asociadas a batallas específicas.

#### Asia
Ejército Imperial Japonés

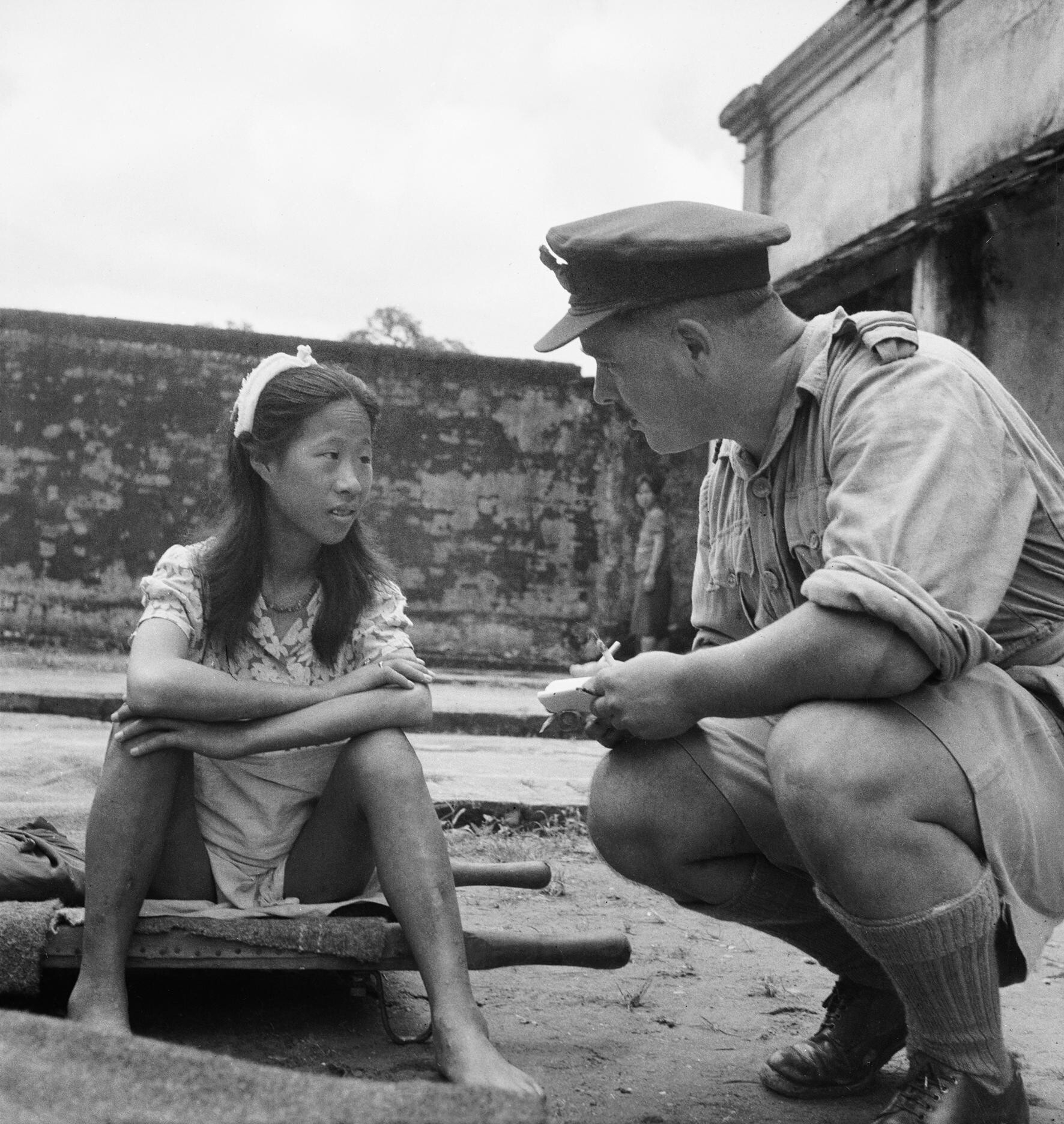
Rangoon, Burma. 8 de agosto de 1945, una joven china perteneciente a un batallón de consuelo del Ejército Imperial Japonés es entrevistada por un oficial aliado

El término "mujeres de consuelo" es un eufemismo para la estimación de 200 000 las mujeres, en su mayoría coreanas, chinas y filipinas que fueron forzadas a trabajar como prostitutas en burdeles militares japoneses durante la Segunda Guerra Mundial.
También se dice de la Masacre de Nankín que los militantes japoneses de la Segunda Guerra Mundial habían agredido sexualmente a cualquier mujer de las ciudades derrotadas y áreas descuidadas, obviando el hecho de que algunas de las mujeres violadas estaban casadas o embarazadas.
Aliados
Ejército australiano
Una antigua prostituta, recordó que tan pronto como las tropas australianas llegaron a Kure a principios de 1946, "arrastraron a las mujeres jóvenes hasta sus jeeps, las llevaron a la montaña, y luego las violaron. Las oía gritar en busca de auxilio casi todas las noches ".
Ejército de los Estados Unidos
Se ha afirmado que algunos soldados estadounidenses violaron a las mujeres de Okinawa durante la Batalla de Okinawa en 1945. Después de la guerra hubo 1336 violaciones reportadas durante los primeros 10 días de la ocupación en Prefectura de Kanagawa.
A pesar de ser dicho por los militares japoneses que iban a sufrir la violación, la tortura y el asesinato a manos de los estadounidenses, los habitantes de Okinawa "se sorprendieron a menudo con el tratamiento comparativamente humano que recibieron de los enemigos americanos."
De acuerdo con Islands of Discontent: Okinawan Responses to Japanese and American Power de Mark Selden, los estadounidenses "no persiguieron una política tortura, violación y asesinato de civiles, como los militares japoneses habían advertido".
Infantes de marina estadounidenses, estacionados en Pekín inmediatamente después de la Segunda Guerra Mundial, habrían violado a una colegiala china. Este, y otros incidentes crearon resentimientos hacia los americanos por parte del partido chino Kuomintang y del militar y estadista chino Chiang Kai-shek
Ejército Rojo
Las tropas soviéticas del Ejército Rojo están acusados de haber saqueado y aterrorizado a la gente de Mukden en Manchuria, China. Un extranjero fue testigo de que las tropas rusas anteriormente estacionadas en Berlín, fueron permitidas por el ejército soviético para ir a la ciudad "durante tres días de violación y el pillaje".
La influencia del ejército soviético en la región se vio afectada en los próximos años.

#### Europa
Fuerzas alemanas
Las violaciones fueron cometidas por las fuerzas de la Wehrmacht en las mujeres y niñas judías durante la invasión de Polonia en septiembre del año 1939;
y contra las mujeres y niñas polacas, durante las ejecuciones masivas llevadas a cabo principalmente por las unidades Selbstschutz. Estas fueron acompañadas por soldados de la Wehrmacht, en los territorios bajo la administración militar alemana. Las violaciones se llevaron a cabo antes de disparar a las mujeres cautivas.
Solo un caso de violación fue procesado por el tribunal alemán durante la campaña militar en Polonia, e incluso entonces el juez alemán condenó a los culpables por Rassenschande que era una pena en contra de su raza como se define en la Política Racial de la Alemania Nazi y no como un delito de violación
Las mujeres judías fueron particularmente vulnerables a la violación durante el Holocausto.
También se cometieron violaciones por las fuerzas alemanas en el Frente Oriental, donde se encontraban en gran medida impunes (en oposición a las violaciones cometidas en el oeste de Europa). El número total de violaciones es difícil de establecer debido a la falta de persecución del delito por los tribunales alemanes.
La Wehrmacht también estableció un sistema de burdeles militares, en los que las mujeres jóvenes y niñas de los territorios ocupados se vieron obligadas a ejercer la prostitución. Las condiciones eran extremadamente difíciles y muchas mujeres trataron de escapar de sus captores.
En la Unión Soviética hubo mujeres que fueron secuestradas por las fuerzas alemanas para la prostitución, así lo recoge un informe del Tribunal Militar Internacional que escribe: en la ciudad de Smolensk, el Mando Alemán descubrió un prostíbulo para los oficiales en uno de los hoteles del que cientos de mujeres y niñas fueron expulsadas, siendo arrastradas sin piedad por las calles tirando de sus brazos y pelo
Aliados
Ejército francés
Las tropas francesas en Marruecos, conocidas como Goumiers, cometieron violaciones y otros crímenes de guerra en Italia después de la Batalla de Montecassino y en Alemania. En Italia, fueron víctimas de la red de violación en masa cometidas después de la batalla de Monte Cassino por los Goumiers, las tropas coloniales del Cuerpo Expedicionario Francés, conocida como Marocchinate. Según fuentes italianas, más de 7000 civiles italianos, mujeres, niñas, ancianas y varones, fueron violados por los Goumiers.
Las tropas indígenas francesas en Senegal, también conocidas como Tiradores Senegaleses, que aterrizaron en la isla de Elba el 17 de junio del año 1944, fueron responsables de violaciones masivas, aunque su comportamiento se consideró menos brutal que el de las tropas continentales del Cuerpo Expedicionario Francés en Italia.
Ejército británico
En menor medida, las tropas indias en el servicio británico también eran conocidos en Italia por el número de violaciones y actos violentos que cometieron, según Romano Bracalini.
Ejército de Estados Unidos
Los archivos secretos de la guerra hechos públicos en el año 2006 revelan que el G.I de América había cometido 400 delitos sexuales en Europa, incluyendo 126 casos de violación en Inglaterra, entre 1942 y 1945.
Un estudio realizado por Robert J. Lilly estima que un total de 14 000 mujeres civiles en Inglaterra, Francia y Alemania fueron violadas por soldados estadounidenses durante la Segunda Guerra Mundial.
Se estima que hubo alrededor de 3500 violaciones por parte de soldados estadounidenses en Francia entre junio del año 1944 y el final de la guerra, afirmando un historiador que la violencia sexual contra las mujeres en la Francia liberada era común.
Ejército Rojo
Después de que las fuerzas armadas alemanas se habían rendido, la mitad de Alemania bajo la ocupación de Unión Soviética fue dividida casi por la mitad y una parte se destinó a una administración polaca temporal (ver Antiguos territorios orientales de Alemania). A fin de garantizar que el territorio de Alemania con la administración comunista de Polonia se convertiera, de facto, en territorio polaco, los comunistas polacos ordenaron la expulsión de la población alemana "por cualquier medio necesario
Los administradores comunistas polacos de los territorios ocupados como consecuencia hicieron poco para proteger a la población alemana de los violadores polacos y rusos.
"Incluso los soviéticos expresaron su consternación por el comportamiento de los polacos. Los soldados polacos. indica un informe, "se refieren a las mujeres alemanas como un botín libre".
Durante la guerra, las mujeres polacas fueron víctimas de brutales violaciones masivas por parte de los soldados soviéticos.
Fuentes polacas afirman que hubo casos de violaciones masivas en las ciudades polacas controladas por el Ejército Rojo. Se ha informado de que en Cracovia la ocupación soviética trajo violaciones masivas de mujeres polacas y niñas, así como el saqueo de toda la propiedad privada por los soldados soviéticos. Al parecer, la magnitud de los ataques provocaron que los comunistas instalados por los soviéticos redactasen una carta de protesta a Stalin, mientras que las masas se refugiaban en las iglesias esperando la retirada soviética.
Al final de la Segunda Guerra Mundial, Ejército Rojo Número de violaciones y atrocidades pacificaciones se estima que los soldados habían violado a cerca de 2 000 000 de mujeres y niñas alemanas.
Norman Naimark, escribe en "Los rusos en Alemania. Una historia en la zona soviética de ocupación, 1945-1949" que, aunque el número exacto de mujeres y niñas que fueron violadas por miembros del Ejército Rojo en los meses anteriores y años después de la capitulación nunca se sabrá, su número es probable que alcanzase cientos de miles, posiblemente hasta llegar a los 2 000 000 de víctimas, estimación realizada por Barbara Johr en Befreier und Befreite. Muchas de estas víctimas fueron violadas repetidamente. Antony Beevor estima que hasta la mitad de las víctimas lo fueron de violaciones en grupo. Naimark afirma que no solo cada víctima ha de llevar el trauma con ella para el resto de sus días, sino que infligió un trauma colectivo y masivo en la nación alemana del Este. Naimark concluye: "La psicología social de las mujeres y hombres, en la zona de ocupación soviética, se caracterizó por el delito de violación desde los primeros días de la ocupación, a través de la fundación de la RDA en el otoño del año 1949, hasta - se podría decir - el presente."
El documental "Befreier und befreite - Los libertadores se toman sus libertades" (1992) de la cineasta Helke Sander da testimonio de las violaciones del Ejército Rojo en Alemania al final de la Segunda Guerra Mundial explicadas por las mujeres que lo sufrieron y que rompieron su silencio 46 años después. Posteriormente fue documentado en el libro del historiador británico Anthony Beevor Berlín: The Downfall, 1945 (Berlín: La caída, 1945) publicado en 2002.
A las mujeres alemanas que quedaron embarazadas tras ser violadas por los soldados de la Unión Soviética en la Segunda Guerra Mundial, se les negó siempre el aborto además de humillarlas llevando un hijo no deseado. Como resultado de ello, de acuerdo con el libro Berlín: El Hundimiento, 1945 por Antony Beevor, el 90 % de las mujeres violadas en Berlín en 1945 padecían enfermedades venéreas como el resultado de estas violaciones consecuentes y el 3,7 % de todos los niños nacidos en Alemania desde 1945 a 1946 tenían padres rusos. La historia de este particular, la violación de las mujeres alemanas por parte de las tropas soviéticas, se consideró un tema tabú hasta 1992. (Véase también Ejército Rojo atrocidades.).
En Rumania, el escritor Mihail Sebastian, describe como en 1944 los soldados rusos violaron a las mujeres locales.

### Violaciones en Bangladés
Durante la Guerra de Liberación de Bangladés en 1971, muchas mujeres fueron apresadas y violadas. Las cifras exactas no se conocen y son tema de debate. La mayoría de las mujeres fueron capturadas en la Universidad de Daca y en hogares privados y fueron mantenidas como esclavas sexuales en el interior del acantonamiento de Daca.
Se ha estimado que hasta 200 000 mujeres de Bangladés pudieron haber sido violadas durante la guerra de liberación de Bangladés en 1971 por el ejército de Pakistán durante las redadas nocturnas en aldeas.
Fuentes paquistaníes afirman que el número es mucho menor, a pesar de no haber negado por completo los incidentes de violación.
Una obra que ha incluido las experiencias directas de las mujeres violadas es Ami Birangona Bolchhi ("Yo, la heroína, hablo") por Nilima Ibrahim. La obra incluye en su nombre la palabra Birangona (heroína), dado por el jeque Mujibur Rahman después de la guerra, a las mujeres violadas y torturadas durante la guerra. Este fue un esfuerzo consciente para aliviar cualquier estigma social que las mujeres tendrían que enfrentar en la sociedad. Cuan exitoso fue este esfuerzo es dudoso, sin embargo.
En junio de 2005 el Departamento de los Estados organizó una conferencia titulada "Asia del Sur en crisis: Política de los Estados Unidos, 1961-1972", donde Sarmila Bose, nacido y educado en EE. UU., publicó un artículo sugiriendo que las alegaciones de víctimas y violaciones de la guerra han sido muy exagerados con fines políticos. Este trabajo ha sido objeto de críticas en Bangladés y sus métodos de investigación han sido atacados por los bengalíes extranjeros como de mala calidad y sesgada.

### De 1973 a 1992

#### Chile
Se han documentado violaciones a prisioneras y prisioneros políticos en el contexto del Golpe Militar en Chile, perpetrados por fuerzas militares en forma masiva o individual, sistemática, con utilización de perros adiestrados para tal efecto, o relaciones sexuales forzadas con familiares, o violaciones frente a familiares, o en el contexto de allanamiento a moradas de sospechosos de ser opositores al régimen militar de Pinochet, pueden ser hallados en el Informe Rettig, Verdad y Reconciliación, la mayoría de los cuales no fueron investigados por la Justicia, o quedaron amparados en acuerdos de inmunidad. La tortura sexual durante la dictadura militar del general Pinochet fue una estrategia dirigida y pensada contra las prisioneras en los diversos campos de concentración que se extendían en Chile. El hecho fue invisibilizado durante años en los diversos estudios sobre Derechos Humanos y se reconoció oficialmente en 2004 con la publicación del Informe Valech, recogiendo 4000 testimonios de mujeres supervivientes.

#### Liberia y Timor Oriental
Otros casos documentados de violaciones durante la guerra incluyen la Primera Guerra Civil de Liberia y en Timor Oriental durante la ocupación por Indonesia en 1975.

#### Perú
Se ha informado de que en Perú, a lo largo de 12 años del conflicto interno contra Sendero Luminoso, iniciado en 1980, las mujeres eran víctimas frecuentes de violaciones, perpetradas por las fuerzas de seguridad del estado.

#### Guatemala
La guerra de Guatemala de 1960 a 1996 afectó mayoritariamente a la población indígena campesina -entre el 60 y el 80 % de la población. Una Comisión de la Verdad establecida por el estado y la comunidad internacional para enfrentar las atrocidades cometidas en el conflicto armado interno entre la guerrilla izquierdas, la Unidad Revolucionaria Nacional Guatemalteca y el estado Ladino realizó el informe "Guatemala: Memoria del Silencio". En el mismo se estableció que el periodo más violento en el que se registraron el 48 % de los casos fue en 1982. La violencia sexual constituyó una práctica generalizada, masiva y sistemática que realizaban los hombres, tanto los agentes del Estado como del bloque contrainsurgente. Se estima que 30 000 mujeres fueron víctimas de violencia sexual, de los que se han registrado 1465 hechos de violación sexual y documentado 285 casos. El 26 de febrero de 2016 el Tribunal de Mayor Riesgo de Guatemala dictó una sentencia pionera condenando a dos exoficiales militares por crímenes de lesa humanidad por los delitos de violación, asesinato y esclavitud en Sepur Zarco. Fue la primera condena internacional a un delito de esclavitud sexual en un contexto de guerra. Esta sentencia señala que el ejército de Guatemala tenía como estrategia la violencia sexual contra las mujeres indígenas durante la guerra de 1982 y ordena la reparación a las llamadas “abuelas de Sepur Zarco” y a sus comunidades.

#### Kuwait
Se ha informado de que en agosto de 1990, durante la invasión de Kuwait, unas 5000 mujeres kuwaitíes fueron violadas por soldados iraquíes.

### Antigua Yugoslavia
Prueba de la magnitud de las violaciones en Bosnia y Herzegovina llevó al Tribunal Penal Internacional para la ex Yugoslavia (TPIY) a tratar abiertamente con estos abusos.
Las denuncias de violencia sexual durante la Guerra de Bosnia (1992-95) y Guerra de Kosovo (1996-99), parte de las Guerras Yugoslavas y una serie de conflictos entre 1991 y 1999, han sido descritas como "especialmente alarmantes".
Se ha estimado que durante la guerra de Bosnia entre 20 000 y 50 000 mujeres fueron violadas. La mayoría de las víctimas de violación eran mujeres musulmanas violadas por soldados serbios. Aunque los hombres también se convirtieron en víctimas de la violencia sexual, la violación de guerra fue dirigida de forma desproporcionada contra las mujeres que fueron violadas por pandillas en las calles, en sus hogares y/o en presencia de sus familiares. La violencia sexual se produjo de varias maneras, incluida la violación con objetos, como botellas de vidrio rotas, armas y bastones.
La violación se produjo la guerra como una cuestión de órdenes oficiales, como parte de la limpieza étnica, para desplazar un grupo étnico específico fuera de la región.
Durante la guerra de Bosnia se reportó de la existencia de "campos de violación" creados deliberadamente. Los informes indican que estos campos eran para fecundar a las mujeres cautivas musulmanas y croatas. Se ha informado de que las mujeres fueron mantenidas en confinamiento hasta la última etapa de su embarazo. Esto ocurrió en el contexto de una sociedad patrilineal, en la que los hijos heredaban la etnicidad de su padre, por lo tanto, los "campos de violación", eran dirigidos hacia el nacimiento de una nueva generación de niños serbios. Según el Grupo Tresnjevka de la Mujer más de 35 000 mujeres y niñas llevaron a cabo el funcionamiento de estos "campos de violación" serbios.
Durante la Guerra de Kosovo miles de mujeres y niñas albanesas de Kosovo se convirtieron en víctimas de la violencia sexual. La violación de guerra fue utilizada como arma de guerra y un instrumento sistemático de limpieza étnica, la violación fue utilizada para aterrorizar a la población civil, extorsionar a las familias, y obligar a la gente a huir de sus hogares. De acuerdo con un informe de Human Rights Watch del año 2000 sobre la Guerra de Kosovo en general, se puede subdividir en tres categorías: violaciones de mujeres en los hogares, violaciones durante el combate, y violaciones en prisión. La mayoría de los autores eran paramilitares serbios, pero también incluyen la policía especial serbia o los soldados del ejército yugoslavo. La mayoría de las violaciones fueron violaciones en grupo en las que se implican por lo menos dos autores. Las violaciones ocurrieron con frecuencia en presencia, y con la aquiescencia, de oficiales militares. Soldados, policías y paramilitares violaron a menudo a sus víctimas a la vista de numerosos testigos.

#### Violaciones masivas en la Guerra de Bosnia
Durante la Guerra de Bosnia, Serbia llevó a cabo una estrategia de las fuerzas de abuso sexual en miles de niñas y mujeres bosnias musulmanas que se conoció como "fenómeno de violación en masa". No hay cifras exactas sobre cuántas mujeres y niñas fueron violadas sistemáticamente por las fuerzas serbias en los diversos campamentos que se establecieron, pero se estima que entre 20 000 y 50 000.
La violación en masa se produjo principalmente en el este de Bosnia (especialmente durante las masacres de Foča y Visegrado), y en Grbavica durante el Sitio de Sarajevo. Numerosos oficiales serbios, soldados y otros participantes fueron acusados y condenados por violación como un crimen de guerra por el Tribunal Penal Internacional para la ex Yugoslavia y el Tribunal de Bosnia y Herzegovina.
Estos eventos inspiraron las películas Calling the ghosts, ganadora del Premio Emmy; y Grbavica, ganadora del Oso de Oro en el Festival Internacional de Cine de Berlín de 2006.

### Genocidio de Ruanda
Durante el genocidio de Ruanda, desde abril hasta junio del año 1994, cientos de miles de mujeres y niñas fueron violadas y / o se convirtieron en las víctimas de otras formas de violencia sexual.
Aunque no hay órdenes explícitas por escrito, la violación y la violencia sexual han sido establecidas. La evidencias sugieren que los líderes militares animaban u ordenaban a sus hombres la violación de las tutsi, así como toleraban los actos que tuvieron lugar, sin hacer esfuerzos para detenerlos.
En comparación con otros conflictos la violencia sexual en Ruanda se destaca en términos de la naturaleza organizada de la propaganda que contribuyó de manera significativa a la escalada de la violencia sexual contra las mujeres tutsis, la naturaleza pública de las violaciones y el nivel de brutalidad hacia las mujeres. Anne-Marie de Brouwer llega a la conclusión de que, teniendo en cuenta la escala y el carácter público de la violación de guerra durante el Genocidio de Ruanda, "es difícil imaginar a nadie en Ruanda que no fuera consciente de la violencia sexual que estaba teniendo lugar."
En 1998, el Tribunal Penal Internacional para Ruanda toma las decisiones históricas de considerar que la violación durante la guerra y el genocidio de Ruanda eran un elemento del delito de genocidio. La Sala de Primera Instancia sostuvo que "la agresión sexual formaba parte integrante del proceso de destrucción de la etnia tutsi y que la violación fue sistemática y se han perpetrado sólo contra las mujeres tutsis, en la que se manifiesta la intención específica necesaria para los actos que se constituyen como genocidio."
En su informe de 1996 del Ponente Especial de Naciones Unidas en Ruanda, René Degni-Segui, dijo que "la violación es la regla y su ausencia la excepción. "El informe también señaló que "la violación es sistemática y se utiliza como un" arma "de los autores de las masacres. Esto puede ser estimado a partir del número y naturaleza de las víctimas, así como de las formas de violación.”
Un informe del año 2000, preparado por la Organización de Unidad Africana Grupo Internacional de Personalidades Eminentes, llegó a la conclusión de que "podemos estar seguros de que casi todas las mujeres que sobrevivieron al genocidio fueron víctimas directas de violación o violencia sexual, y se vieron profundamente afectadas por ella".
El Ponente Especial en Ruanda estima en su informe del año 1996 que entre 2000 y 5000 embarazos fueron el resultado de violaciones durante la guerra, y que entre 250 000 y 500 000 mujeres y niñas ruandesas habían sido violadas. Ruanda es una sociedad patriarcal y por lo tanto, los niños toman el origen étnico del padre, lo que subraya que la violación se produjo la guerra en el contexto del genocidio.
En el contexto de las víctimas del genocidio de Ruanda de violencia sexual fueron atacados principalmente sobre la base de su género y origen étnico. Las víctimas eran en su mayoría mujeres y niñas tutsis, de todas las edades, mientras que los hombres rara vez eran víctimas de violaciones durante la guerra. Las mujeres formaban parte de la propaganda anti-tutsi antes del genocidio de 1994. En diciembre del año 1990 el periódico Kangura, publicó "Diez Mandamientos", cuatro de los cuales retrataban a mujeres tutsis como herramientas de la comunidad tutsi, armas sexuales que serían utilizadas por los tutsis para debilitar y, finalmente, destruir a los hombres hutus.
En la propaganda basada en el género también se incluyen caricaturas impresas en los periódicos que mostraban a las mujeres tutsis como objeto sexuales. Entre los ejemplos de la propaganda de odio basado en el género usado para incitar a la violación de guerra se incluyen las declaraciones de los autores, tales como "Vosotras, las mujeres tutsis, pensais que sois demasiado buenas para nosotros" y "Vamos a ver a qué sabe una mujer tutsi".
Las víctimas de la violación de guerra durante el genocidio de Ruanda también se incluyen mujeres hutu consideradas como moderadas, tales como mujeres casadas hutu con hombres tutsi y mujeres hutus políticamente afiliadas a los tutsis. La guerra también produjo la violación, independientemente de su origen étnico o afiliación política, con la mira puesta en mujeres jóvenes o hermosas debido a su género solamente. La violencia sexual contra los hombres fue significativamente menos frecuente, pero con frecuencia incluyeron la mutilación de los genitales, que eran mostrados a menudo en público.
Los autores de la violación de guerra durante el genocidio de Ruanda eran en su mayoría miembros de las milicias hutus, el "interahamwe ". También se cometieron violaciones por los soldados militares de las Fuerzas Armadas de Ruanda (FAR), incluyendo la Guardia Presidencial y los civiles.
La violencia sexual contra mujeres y niñas durante el genocidio de Ruanda fueron: violación, violación en grupo, esclavitud sexual (ya fuera colectiva o individualmente a través de "matrimonios forzados"), violación con objetos tales como palos y armas que con frecuencia conducían a la muerte de la víctima, la mutilación sexual, en particular de los senos, vagina o de las nalgas, a menudo durante o después de la violación. Las mujeres embarazadas no se libraron de la violencia sexual y las víctimas fueron asesinadas en muchas ocasiones después de la violación. Muchas mujeres fueron violadas por hombres que sabían que eran portadores del VIH positivo y se ha sugerido que hubo intentos deliberados de transmitir el virus a las mujeres tutsis y sus familias. La violación se produjo durante la guerra en todo el país y fue perpetrado con frecuencia a la vista de los demás, en sitios como escuelas, iglesias, cortes de carreteras, edificios públicos o en el monte. Algunas mujeres se mantuvieron como esclavas personales durante años después del genocidio, obligadas a trasladarse a países vecinos tras el genocidio junto con sus captores.
Los efectos a largo plazo de la violación de guerra en Ruanda en víctimas incluyen el aislamiento social (estigma social asociado a la violación significa que algunos maridos dejaban a sus esposas que habían sido víctimas de violaciones durante la guerra, o que la víctima se convertía en incasable), embarazos no deseados y bebés sin padre conocido (algunas mujeres recurrían a abortos autoinducidos), enfermedades de transmisión sexual, incluyendo sífilis, gonorrea y el VIH / sida (siendo el acceso a los medicamentos antirretrovirales limitado, aún en la actualidad).

### Guerra Civil de Sri Lanka
Durante la Guerra Civil de Sri Lanka varias organizaciones de derechos humanos han informado de casos de violación, violencia y desaparición de mujeres en la década de 1990, alegando haber sido cometidos por las fuerzas de seguridad. Amnistía Internacional, por ejemplo, considera que estas acciones podrían haber sido solo una fracción de la violencia generalizada, afirmando que muchas mujeres están evitando los testimonios sobre el tratamiento por las fuerzas de seguridad.
Los funcionarios del gobierno, incluido el presidente, han negado las acusaciones y accediendo a cooperar con las investigaciones y procesar a quien sea que encuentren culpables.
El Ponente Especial de las Naciones Unidas, por otro lado, ha informado de que las investigaciones individuales y los procedimientos relacionados con estos casos han comenzado a nivel local en los tribunales de los magistrados locales.
Algunos casos notables de asesinatos de víctimas de violación y de masacres relacionadas con los incidentes de violación son - las minorías Krishanti Kumaraswamy, Arumaithurai Tharmaletchumi, Ida Carmelitta, Ilayathambi Tharsini, Murugesapillai Koneswary, Premini Thanuskodi, Sarathambal y Thambipillai Thanalakshmi, además de la Masacre de Kumarapuram y la Masacre de Vankalai.

## SigloXXI. Casos recientes
De acuerdo con Amnistía Internacional, los últimos casos documentados de violaciones durante la guerra son los conflictos en curso en Irak, Sudán, Colombia, libia y Afganistán
Al comentar sobre la violación de mujeres y niños en las recientes zonas de conflicto en África, UNICEF dijo en 2008 que la violación fue ya no solo perpetrada por combatientes, sino también por civiles. De acuerdo con UNICEF la violación es común en los países afectados por guerras y desastres naturales, estableciendo un vínculo entre la ocurrencia de la violencia sexual y el desarraigo importante de una sociedad y el desmoronamiento de las normas sociales. UNICEF afirma que en Kenia se informó de que los casos de violencia sexual se duplicaron a pocos días del reciente conflicto postelectoral en erupción. De acuerdo con UNICEF la violación era frecuente en zonas de conflicto en Sudán, Chad y la República Democrática del Congo.
En Chile el Comité de Naciones Unidas ha denunciado agresiones sexuales en la represión policial en las protestas estudiantiles.

### República Democrática del Congo

Provincia de Kivu del Sur en la República Democrática del Congo

República Democrática del Congo

En el este del Congo, la prevalencia y la intensidad de la violación y la violencia sexual se describen como los peores en el mundo.
Un estudio de 2010 encontró que 22 % de los hombres y el 30 % de las mujeres en el Congo oriental reportaron violencia sexual relacionada con el conflicto.
Desde que estallaron los combates en 1998, decenas de miles de personas han sido violadas en la República Democrática del Congo.
Se estima que hay unos 200 000 supervivientes víctimas de violación que viven en la República Democrática del Congo hoy en día.
La violación de guerra en la República Democrática del Congo ha sido frecuentemente descrita como un "arma de guerra" por los comentaristas. Louise Nzigire, una trabajadora social local, afirma que "esta violencia fue diseñada para exterminar a la población". Nzigire observa que la violación ha sido un "arma barata y sencilla para todas las partes en la guerra, más fácil de obtener que balas o bombas."
La la violación de los hombres también es común. Los hombres que reconocen haber sido violados corren el riesgo de verse abocados al Ostracismo por su comunidad y su enjuiciamiento penal, ya que pueden ser tachados como homosexuales, lo cual es un delito en 38 países africanos.
A pesar del proceso de paz iniciado en 2003, la agresión sexual por parte de soldados, grupos armados y Ejército nacional continuaron en las provincias orientales del país.
La evidencia de la violación de guerra surgió cuando las tropas de las Naciones Unidas se movieron hacia zonas antes devastadas por la guerra, después de que el proceso de paz se hubo iniciado. La violación en grupo y la violación con objetos ha sido reportado. Las víctimas de estas violaciones durante la guerra pueden sufrir de incontinencia y fístula vaginal como resultado, en particular, de la brutalidad en la violación.
Los relatos de testigos dejan consstancia de una mujer que tenía el cañón de una pistola insertado en su vagina, tras lo cual el soldado abrió fuego.
La fístula vaginal y la incontinencia conduce al aislamiento de las víctimas de violación de guerra de su comunidad y el acceso a la cirugía reconstructiva se limita a República Democrática del Congo.
Más de 500 violaciones se registraron en el este del Congo en agosto de 2010, dando lugar a una disculpa por parte de Atul Khare ante las Fuerzas de paz de las Naciones Unidas, ya que no había podido proteger a la población de la brutalidad.

### Región de Darfur en Sudán

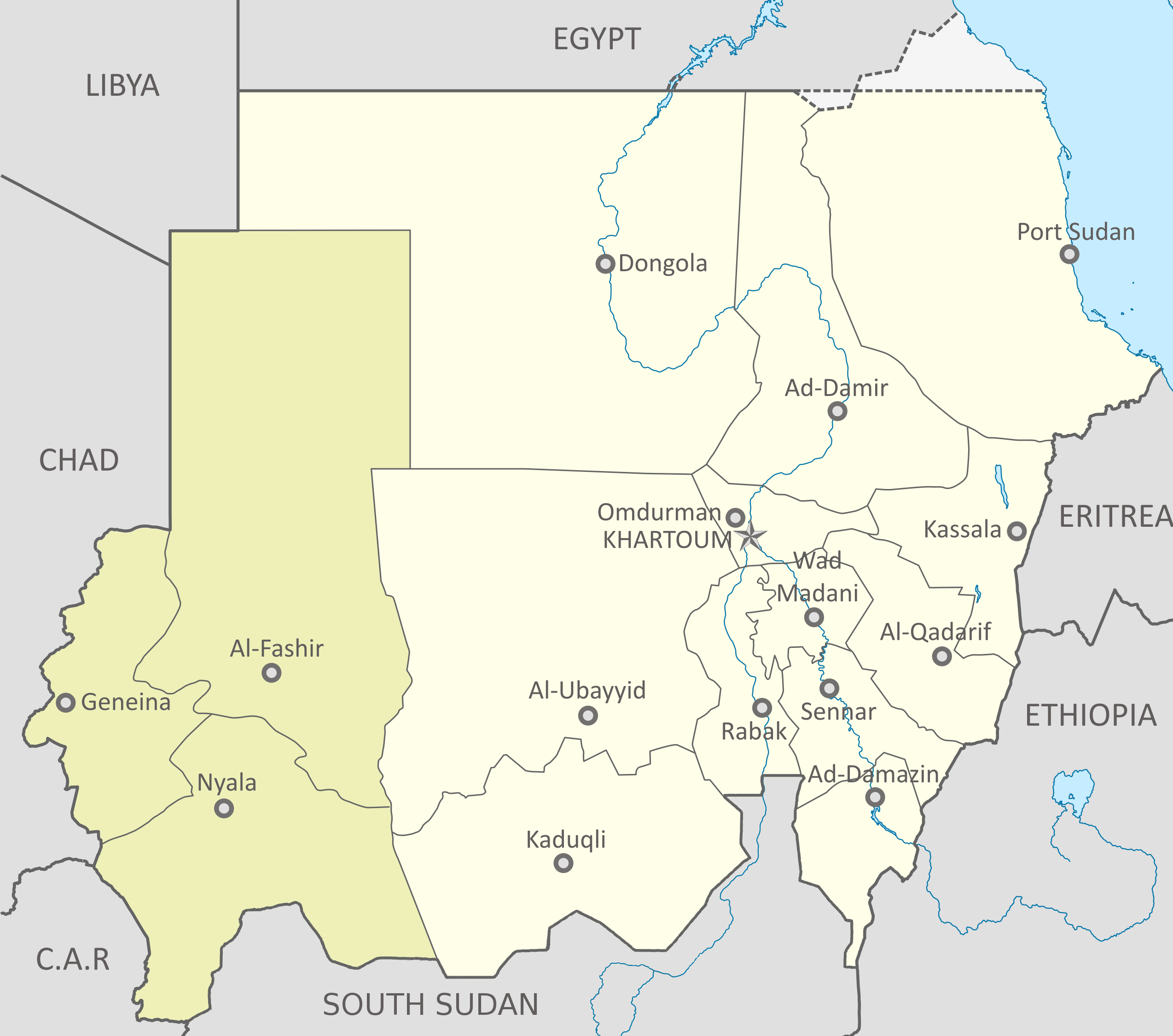
Mapa de Sudán. La región de Darfur está sombreada.

Un artículo del 19 de octubre del año 2004 del Centro de Noticias ONU titulado "El consejero de la UNICEF afirmando que la violación en Darfur, Sudán continuba con total impunidad", informó de que:

Las milicias armadas en Sudán en la convulsa región sudanesa de Darfur continúan con la violación de mujeres y niñas con total impunidad, según informó experto de la agencia de las Naciones Unidas para la Infancia al regreso de una misión en la región. Pamela Shifman, del Fondo de la ONU para la Infancia (UNICEF), asesora sobre la violencia y la explotación sexual, dijo que escuchó decenas de desgarradores relatos de agresiones sexuales, entre ellos numerosos informes de violaciones en su visita a los desplazados internos (PDI) en un campo y en otro asentamiento en el norte de Darfur la semana pasada.“La violación se utiliza como un arma para aterrorizar a mujeres y niñas, y también para aterrorizar a sus familias y para aterrorizar a comunidades enteras,” she said in an interview with the UN News Service. “No woman or girl is safe.”

En el mismo artículo Pamela Shifman informó de sobre lo que la habían relatado:
cada mujer o niña que habló en tanto que habían sufrido agresión sexual sobre sí mismas, o conocían a alguien que había sido atacada, sobre todo cuando salían de la relativa seguridad de su campo de desplazados internos o de asentamientos en busca de leña.

### Guerra de Irak
Los reclusos varones de guerra podían ser objeto de violación y violencia sexual, que algunos comentaristas han interpretado como una forma de los captores para feminizar al cautivo. La imposición de la humillación sexual ha sido descrita como expresión de dominación masculina. La violencia sexual contra prisioneros de guerra obtuvo amplia publicidad después de las fotos gráficas, documentando los abusos contra prisioneros varones iraquíes por guardias estadounidenses en la prisión de Abu Ghraib, Irak.
Los prisioneros fueron obligados a humillarse. Más en general, se ha observado que el personal militar capturado de ambos sexos eran vulnerables a la humillación explícitamente sexual, incluida la violación.

### 2011 Guerra Civil de Libia
El Fiscal Jefe de la Corte Penal Internacional, Luis Moreno Ocampo, confirmó que había suficientes evidencias de que las tropas de Gaddafi habían utilizado la violación como un arma durante la la guerra civil libia. También dijo: "Al parecer (Gadafi) decidió sancionar la violación", mientras que los testigos confirmaron que el gobierno de Libia también había adquirido una gran cantidad del fármaco Viagra. El gobierno de Libia, por otra parte, en realidad no reconoce la jurisdicción de la CPI.

### Chile violencia sexual en la represión policial
En el Informe del Estado chileno de 2017, el Comité de las Naciones Unidas expresó su preocupación por los numerosos episodios de brutalidad policial y uso excesivo de la fuerza por parte de las fuerzas de seguridad mencionando "las informaciones coincidentes en las que se denuncian malos tratos a manifestantes detenidos, abusos policiales a miembros del pueblo mapuche en el marco de allanamientos o redadas en sus comunidades y actos de violencia sexual policial contra mujeres y niñas durante protestas estudiantiles” 
En 2019 durante el llamado "estallido social" el Instituto Nacional de Derechos Humanos (INDH), presentó 79 querellas por violencia sexual, al menos 16 de ellas correspondientes a niñas. La mayoría de las denuncias acusan tocamientos, desnudamientos, insultos de carácter sexual y golpizas, producidos durante las manifestaciones.

## Campo de violación
Un campo de violación es un centro de detención que está diseñado o se convierte en un lugar donde las autoridades periódicamente proceden a la violación de los detenidos.
Cientos de miles de mujeres fueron secuestradas por los militares japoneses y utilizadas como esclavas sexuales durante la Segunda Guerra Mundial. Estas fueron llamadas mujeres de consuelo.
Los campos de violación son un tema común en el subgénero del cine nazi.
Campos de violación también han sido ampliamente documentados en la guerra de Bosnia: